# Tour de Ski 2013/2014
Tour de Ski 2013/14 byl 8. ročník série závodů v běhu na lyžích. Zahrnoval sedm závodů během devíti dnů od 28. prosince 2013 do 5. ledna 2014. Tour de Ski je součástí Světového poháru v běhu na lyžích. Vítězství obhajovali Rus Alexandr Legkov a Polka Justyna Kowalczyková. Kowalczyková ovšem po oznámení změny programu ve 2. etapě v Oberhofu (původně plánovaný stíhací závod na 9 km klasicky byl kvůli nedostatku sněhu nahrazen sprintem volně) svou účast odřekla a dala přednost individuální přípravě.

## Program
Oberhof:
- 28. prosince: Prolog, volně, distanční start, 3 km (ženy) a 4,5 km (muži).
- 29. prosince: Sprint volně (ženy i muži).

 Lenzerheide:
- 31. prosince: Sprint, volně (ženy i muži).
- 1. ledna: Distanční závod, klasicky, hromadný start, 10 km (ženy) a 15 km (muži)

 Cortina – Toblach:
- 3. ledna: Stíhací závod, volně, handicapový start, 15 km (ženy) a 35 km (muži).

 Val di Fiemme:
- 4. ledna: Distanční závod, klasicky, distanční start, 5 km (ženy) a 10 km (muži).
- 5. ledna: Stíhací závod do vrchu, volně, handicapový start, 9 km (ženy i muži).

## Výsledky
| Pořadí | Závodník               | Čas       |
| ------ | ---------------------- | --------- |
| 1      | Martin Johnsrud Sundby | 3:05:52.2 |
| 2      | Chris Jespersen        | +36.0     |
| 3      | Johannes Dürr          | +1:05.9   |
| 4      | Petter Northug         | +1:49.5   |
| 5      | Sjur Røthe             | +1:55.7   |
| 6      | Alexandr Legkov        | +2:33.6   |
| 7      | Tord Asle Gjerdalen    | +2:45.6   |
| 8      | Ilja Černousov         | +2:56.4   |
| 9      | Calle Halfvarsson      | +3:06.5   |
| 10     | Didrik Tønseth         | +3:19.1   |

| Pořadí | Závodnice                        | Čas       |
| ------ | -------------------------------- | --------- |
| 1      | Therese Johaugová                | 2:04:16.4 |
| 2      | Astrid Uhrenholdtová Jacobsenová | +20.4     |
| 3      | Heidi Wengová                    | +2:50.4   |
| 4      | Krista Lähteenmäki               | +2:56.1   |
| 5      | Kerttu Niskanenová               | +3:18.1   |
| 6      | Anne Kyllönen                    | +3:50.2   |
| 7      | Liz Stephen                      | +4:02.4   |
| 8      | Eva Vrabcová Nývltová            | +4:05.3   |
| 9      | Aino-Kaisa Saarinenová           | +4:18.5   |
| 10     | Masako Išidaová                  | +4:44.0   |

## Etapy
| Pořadí | Závodník        | Čas    |
| ------ | --------------- | ------ |
| 1      | Alex Harvey     | 9:03.8 |
| 2      | Devon Kershaw   | +4.1   |
| 3      | Chris Jespersen | +10.2  |
| 4      | Ilja Černousov  | +13.4  |
| 5      | Robin Duvillard | +13.8  |

| Pořadí | Závodnice                        | Čas    |
| ------ | -------------------------------- | ------ |
| 1      | Marit Bjørgenová                 | 6:34.4 |
| 2      | Astrid Uhrenholdtová Jacobsenová | +1.9   |
| 3      | Sylwia Jaskowiec                 | +7.0   |
| 4      | Denise Herrmannová               | +8.4   |
| 5      | Jessica Digginsová               | +9.2   |

| Pořadí | Závodník        | Čas    |
| ------ | --------------- | ------ |
| 1      | Alex Harvey     | 9:03.8 |
| 2      | Devon Kershaw   | +4.1   |
| 3      | Chris Jespersen | +10.2  |
| 4      | Ilja Černousov  | +13.4  |
| 5      | Robin Duvillard | +13.8  |

| Pořadí | Závodnice                        | Čas    |
| ------ | -------------------------------- | ------ |
| 1      | Marit Bjørgenová                 | 6:34.4 |
| 2      | Astrid Uhrenholdtová Jacobsenová | +1.9   |
| 3      | Sylwia Jaskowiec                 | +7.0   |
| 4      | Denise Herrmannová               | +8.4   |
| 5      | Jessica Digginsová               | +9.2   |

| Pořadí | Závodník               | Čas     |
| ------ | ---------------------- | ------- |
| 1      | Calle Halfvarsson      | 3:08.61 |
| 2      | Federico Pellegrino    | +0.30   |
| 3      | Martin Johnsrud Sundby | +1.80   |
| 4      | Jens Eriksson          | +5.50   |
| 5      | Josef Wenzl            | +8.63   |

| Pořadí | Závodnice                | Čas     |
| ------ | ------------------------ | ------- |
| 1      | Hanna Erikson            | 3:25.69 |
| 2      | Denise Herrmannová       | +0.79   |
| 3      | Ingvild Flugstad Østberg | +4.32   |
| 4      | Nicole Fesselová         | +4.40   |
| 5      | Marit Bjørgenová         | +4.80   |

| Pořadí | Závodník               | Čas     |
| ------ | ---------------------- | ------- |
| 1      | Calle Halfvarsson      | 3:08.61 |
| 2      | Federico Pellegrino    | +0.30   |
| 3      | Martin Johnsrud Sundby | +1.80   |
| 4      | Jens Eriksson          | +5.50   |
| 5      | Josef Wenzl            | +8.63   |

| Pořadí | Závodnice                | Čas     |
| ------ | ------------------------ | ------- |
| 1      | Hanna Erikson            | 3:25.69 |
| 2      | Denise Herrmannová       | +0.79   |
| 3      | Ingvild Flugstad Østberg | +4.32   |
| 4      | Nicole Fesselová         | +4.40   |
| 5      | Marit Bjørgenová         | +4.80   |

| Pořadí | Závodník               | Čas     |
| ------ | ---------------------- | ------- |
| 1      | Simeon Hamilton        | 2:37.04 |
| 2      | Alex Harvey            | +0.32   |
| 3      | Martin Johnsrud Sundby | +0.74   |
| 4      | Federico Pellegrino    | +0.94   |
| 5      | Finn Hågen Krogh       | +1.61   |

| Pořadí | Závodnice                        | Čas     |
| ------ | -------------------------------- | ------- |
| 1      | Ingvild Flugstad Østberg         | 2:58.00 |
| 2      | Astrid Uhrenholdtová Jacobsenová | +0.14   |
| 3      | Denise Herrmannová               | +0.82   |
| 4      | Laurien van der Graaffová        | +2.60   |
| 5      | Hanna Kolbová                    | +4.14   |

| Pořadí | Závodník               | Čas     |
| ------ | ---------------------- | ------- |
| 1      | Simeon Hamilton        | 2:37.04 |
| 2      | Alex Harvey            | +0.32   |
| 3      | Martin Johnsrud Sundby | +0.74   |
| 4      | Federico Pellegrino    | +0.94   |
| 5      | Finn Hågen Krogh       | +1.61   |

| Pořadí | Závodnice                        | Čas     |
| ------ | -------------------------------- | ------- |
| 1      | Ingvild Flugstad Østberg         | 2:58.00 |
| 2      | Astrid Uhrenholdtová Jacobsenová | +0.14   |
| 3      | Denise Herrmannová               | +0.82   |
| 4      | Laurien van der Graaffová        | +2.60   |
| 5      | Hanna Kolbová                    | +4.14   |

| Pořadí | Závodník            | Čas     |
| ------ | ------------------- | ------- |
| 1      | Alexej Poltoranin   | 34:28.1 |
| 2      | Hannes Dotzler      | +0.8    |
| 3      | Stanislav Volžencev | +1.0    |
| 4      | Thomas Bing         | +1.1    |
| 5      | Daniel Richardsson  | +4.0    |

| Pořadí | Závodnice                        | Čas     |
| ------ | -------------------------------- | ------- |
| 1      | Kerttu Niskanenová               | 26:27.4 |
| 2      | Astrid Uhrenholdtová Jacobsenová | +0.4    |
| 3      | Therese Johaugová                | +1.1    |
| 4      | Heidi Wengová                    | +1.9    |
| 5      | Aino-Kaisa Saarinenová           | +2.5    |

| Pořadí | Závodník            | Čas     |
| ------ | ------------------- | ------- |
| 1      | Alexej Poltoranin   | 34:28.1 |
| 2      | Hannes Dotzler      | +0.8    |
| 3      | Stanislav Volžencev | +1.0    |
| 4      | Thomas Bing         | +1.1    |
| 5      | Daniel Richardsson  | +4.0    |

| Pořadí | Závodnice                        | Čas     |
| ------ | -------------------------------- | ------- |
| 1      | Kerttu Niskanenová               | 26:27.4 |
| 2      | Astrid Uhrenholdtová Jacobsenová | +0.4    |
| 3      | Therese Johaugová                | +1.1    |
| 4      | Heidi Wengová                    | +1.9    |
| 5      | Aino-Kaisa Saarinenová           | +2.5    |

| Pořadí | Závodník               | Čas       |
| ------ | ---------------------- | --------- |
| 1      | Martin Johnsrud Sundby | 1:20:18.7 |
| 2      | Petter Northug         | +58.2     |
| 3      | Alex Harvey            | +58.7     |
| 4      | Calle Halfvarsson      | +59.0     |
| 5      | Alexandr Legkov        | +59.7     |

| Pořadí | Závodnice                        | Čas     |
| ------ | -------------------------------- | ------- |
| 1      | Astrid Uhrenholdtová Jacobsenová | 37:30.3 |
| 2      | Therese Johaugová                | +38.7   |
| 3      | Anne Kyllönen                    | +1:12.2 |
| 4      | Kerttu Niskanenová               | +1:22.5 |
| 5      | Krista Lähteenmäki               | +1:31.7 |

| Pořadí | Závodník               | Čas       |
| ------ | ---------------------- | --------- |
| 1      | Martin Johnsrud Sundby | 1:20:18.7 |
| 2      | Petter Northug         | +58.2     |
| 3      | Alex Harvey            | +58.7     |
| 4      | Calle Halfvarsson      | +59.0     |
| 5      | Alexandr Legkov        | +59.7     |

| Pořadí | Závodnice                        | Čas     |
| ------ | -------------------------------- | ------- |
| 1      | Astrid Uhrenholdtová Jacobsenová | 37:30.3 |
| 2      | Therese Johaugová                | +38.7   |
| 3      | Anne Kyllönen                    | +1:12.2 |
| 4      | Kerttu Niskanenová               | +1:22.5 |
| 5      | Krista Lähteenmäki               | +1:31.7 |

| Pořadí | Závodník               | Čas     |
| ------ | ---------------------- | ------- |
| 1      | Petter Northug         | 24:45.6 |
| 2      | Martin Johnsrud Sundby | +9.7    |
| 3      | Chris Jespersen        | +16.0   |
| 4      | Sjur Røthe             | +29.0   |
| 5      | Alex Harvey            | +35.5   |

| Pořadí | Závodnice                        | Čas     |
| ------ | -------------------------------- | ------- |
| 1      | Therese Johaugová                | 13:58.4 |
| 2      | Astrid Uhrenholdtová Jacobsenová | +14.9   |
| 3      | Anne Kyllönen                    | +19.2   |
| 4      | Kerttu Niskanenová               | +19.7   |
| 5      | Krista Lähteenmäki               | +21.4   |

| Pořadí | Závodník               | Čas     |
| ------ | ---------------------- | ------- |
| 1      | Petter Northug         | 24:45.6 |
| 2      | Martin Johnsrud Sundby | +9.7    |
| 3      | Chris Jespersen        | +16.0   |
| 4      | Sjur Røthe             | +29.0   |
| 5      | Alex Harvey            | +35.5   |

| Pořadí | Závodnice                        | Čas     |
| ------ | -------------------------------- | ------- |
| 1      | Therese Johaugová                | 13:58.4 |
| 2      | Astrid Uhrenholdtová Jacobsenová | +14.9   |
| 3      | Anne Kyllönen                    | +19.2   |
| 4      | Kerttu Niskanenová               | +19.7   |
| 5      | Krista Lähteenmäki               | +21.4   |

| Pořadí | Závodník               | Čas     |
| ------ | ---------------------- | ------- |
| 1      | Martin Johnsrud Sundby | 32:49.6 |
| 2      | Chris Jespersen        | +36.0   |
| 3      | Johannes Dürr          | +1:05.9 |
| 4      | Petter Northug         | +1:49.5 |
| 5      | Sjur Røthe             | +1:55.7 |

| Pořadí | Závodnice                        | Čas     |
| ------ | -------------------------------- | ------- |
| 1      | Therese Johaugová                | 34:43.6 |
| 2      | Astrid Uhrenholdtová Jacobsenová | +20.4   |
| 3      | Heidi Wengová                    | +2:50.4 |
| 4      | Krista Lähteenmäki               | +2:56.1 |
| 5      | Kerttu Niskanenová               | +3:18.1 |

| Pořadí | Závodník               | Čas     |
| ------ | ---------------------- | ------- |
| 1      | Martin Johnsrud Sundby | 32:49.6 |
| 2      | Chris Jespersen        | +36.0   |
| 3      | Johannes Dürr          | +1:05.9 |
| 4      | Petter Northug         | +1:49.5 |
| 5      | Sjur Røthe             | +1:55.7 |

| Pořadí | Závodnice                        | Čas     |
| ------ | -------------------------------- | ------- |
| 1      | Therese Johaugová                | 34:43.6 |
| 2      | Astrid Uhrenholdtová Jacobsenová | +20.4   |
| 3      | Heidi Wengová                    | +2:50.4 |
| 4      | Krista Lähteenmäki               | +2:56.1 |
| 5      | Kerttu Niskanenová               | +3:18.1 |